# Критикът
„Критикът“ (на английски: The Critic) е американски анимационен сериал, създаден от Ал Джийн и Майк Рийс. Сериалът се излъчва от американския телевизионен канал ABC през 1994 г., а после по FOX през 1995 г. и после се излъчват 10 уеб епизоди от интернет от AtomFilms.com.

## Герои
- Джей Шърман – главният герой на филма. Той е филмовият критик. Той работи като телевизионен водещ на предаването „Комични атракции“. Той е на 36 години. Любовната тръпка на Алис Томпкинс. Крилатата му фраза е: „Това е крайно неприятно“.
- Марти Шърман – синът на Джей Шърман, обикновено остава с майка си, но посещава Джей често.
- Ардет – бившата жена на Джей Шърман, неизвестна фамилия, която се влюби в Джей като медицинска сестра, в който Джей е бил напълно превързан и със запушена уста.
- Алис Томпкинс – гаджето на Джей.
- Пени Томпкинс – дъщеря на Алис.
- Джереми Хоук – австралийски актьор, приятел на Джей.
- Дюк Филипс – шефът на Джей.
- Франклин Шърман – баща на Джей и Марго.
- Елинор Шърман – майка на Джей и Марго.
- Марго Шърман – най-малкото дете на семейство Шърман, малката сестра на Джей и единствената биологична дъщеря на Франклин и Елинор.

## „Критикът“ В България
В България филмът още не е закупен от никаква телевизия.